# Klaus Günther (Jurist)
Klaus Günther (* 26. Februar 1957 in Berlin) ist ein deutscher Jurist. Seit 1998 hat er den Lehrstuhl für Strafrecht, Strafprozessrecht und Rechtstheorie an der Johann Wolfgang Goethe-Universität Frankfurt am Main inne. Er gilt als bedeutsamer Vertreter der so genannten „dritten Generation“ der Frankfurter Schule.

## Leben
Klaus Günther studierte Philosophie und Rechtswissenschaft in Frankfurt am Main. 1983 legte er die erste juristische Staatsprüfung ab.
Von 1983 bis 1996 war er als wissenschaftlicher Mitarbeiter und Hochschulassistent in Frankfurt am Main tätig. In dieser Zeit arbeitete er von 1986 bis 1997 in einer von der DFG geförderten  Arbeitsgruppe unter der Leitung von Jürgen Habermas, in der die Vorstudien zu dessen Werk „Faktizität und Geltung“ erarbeitet wurden. Die Promotion erfolgte 1987. Zehn Jahre später erhielt Günther die Lehrberechtigung für die Fächer Strafrecht, Strafprozessrecht, Kriminologie, Rechtsphilosophie. Kurz darauf, 1998, erfolgte der Ruf auf den Frankfurter Lehrstuhl.
Im Jahr 2007 war Günther Koordinator des Antrags auf Errichtung eines Exzellenzclusters The Formation of Normative Orders / Die Herausbildung normativer Ordnungen im Rahmen der Exzellenzinitiative des Bundes und der Länder. Seit November desselben Jahres war er Co-Sprecher des gleichnamigen Exzellenzclusters 243. Seit dessen Überführung in den gleichnamigen Forschungsverbund ist er dessen Principal Investigator.
Günther publizierte unter anderem mit Rainer Forst und Axel Honneth. Seine Forschungsschwerpunkte liegen in der Diskurstheorie des Rechts und in den Grundlagenproblemen des Strafrechts.

## Mitgliedschaften
- 1997–2001: Programmbeirat der Werner Reimers Konferenzen für innovative Fragestellungen in der Wissenschaft bei der Werner Reimers Stiftung in Bad Homburg v. d. H.; Sprecher des Programmbeirats 1999–2001.
- Seit 1998: Vorstandsmitglied der Deutschen Sektion der Internationalen Vereinigung für Rechts- und Sozialphilosophie.
- Seit 2001: Forschungskollegium am Institut für Sozialforschung in Frankfurt am Main.
- Seit 2007: Fellow und Mitglied des Direktoriums am Forschungskolleg Humanwissenschaften der Goethe-Universität in Bad Homburg v. d. H.
- Seit 2018: Präsident Die Deutsche Sektion der Internationalen Vereinigung für Rechts- und Sozialphilosophie

## Forschungsaufenthalte
- 1995/1996: Fellow am Wissenschaftskolleg zu Berlin
- 2000: Gastprofessur für Comparative Criminal Law an der Buffalo Law School (State University of New York)
- 2001: Visiting Fellow am Corpus Christi College Oxford
- 2003: Professeur invité an der École des Hautes Études en Sciences Sociales (Maison des Sciences de l’Homme) Paris.
- 2012: Visiting Professor an der London School of Economics
- 2016: Gastprofessur SciencesPo Paris, École de droit.
- 2017: Mitglied des Wissenschaftlichen Beirats des Fritz Bauer Instituts Frankfurt am Main

## Schriften (Auswahl)
- Der Sinn für Angemessenheit. Anwendungsdiskurse in Moral und Recht. Zugl.: Frankfurt (Main), Univ., Diss., 1987. Suhrkamp Verlag. Frankfurt am Main. 1988. ISBN 3-518-57927-4
- Schuld und kommunikative Freiheit. Studien zur personalen Zurechnung strafbaren Unrechts im demokratischen Rechtsstaat. Zugl.: Frankfurt (Main), Univ., Habil.-Schr., 2004. Klostermann. Frankfurt am Main. 2005. ISBN 3-465-03378-7
- Hrsg. gemeinsam mit Uwe Volkmann: Freiheit oder Leben? Das Abwägungsproblem der Zukunft, suhrkamp, Berlin 2022, ISBN 978-3-518-29987-6.